# Pokémon Stadium 2
Pokémon Stadium 2, in Japan bekend als Pokémon Stadium Gold & Silver, is een computerspel voor de Nintendo 64. Het strategiespel verscheen in Japan op 14 december 2000, in de VS op 26 maart 2001, en ten slotte in Europa op 10 oktober 2001.
Het spel bevat alle 251 Pokémon uit de eerste en tweede generatie van de franchise. In Noord-Amerika en Europa heet het spel Pokémon Stadium 2, aangezien het de tweede Stadium-game was die in deze regio's werd uitgebracht. In Japan was dit het derde spel in de serie.
Net als zijn voorganger is Pokémon Stadium 2 compatibel met het Transfer Pak-accessoire, waardoor spelers Pokémon kunnen gebruiken die zijn getraind in de drie originele Pokémon-spellen voor de Game Boy (Pokémon Red, Blue en Yellow) en de drie Game Boy Color-spellen (Pokémon Gold, Silver en Crystal). Het grootste deel van het spel speelt zich af in de fictieve White City, waar zich verschillende faciliteiten bevinden voor het vechten, organiseren, onderzoeken en spelen met Pokémon. De Japanse editie biedt ook de mogelijkheid om het Pokémon Mobile System van Pokémon Crystal te gebruiken.